# Dagny (tidskrift)
Dagny var en tidskrift som mellan åren 1886 och 1913 gavs ut av Föreningen Dagny i Stockholm genom Fredrika-Bremer-förbundet. Tidskriften var en ombildning och förändring av publikationen Tidskrift för hemmet.  
Dagny var ett av de viktigare språkrören för kvinnofrågor och arbetade för att stärka kvinnans position i det svenska samhället. I nummer 1 av Dagny år 1908 står det att  "Namnet Dagny symboliserar den svenska kvinnorörelsens mål: Dag-ny eller ny Dag för den svenska kvinnan: fulla medborgerliga rättigheter och fullt medborgeligt ansvar". Enligt läkaren Folke Henschen fick tidskriften sitt namn efter hans syster Dagny.
Sophie Adlersparre, som skrev under signatur Esselde, var tidningens första redaktör 1886–1888 och satt kvar i redaktionskommitén till 1894. Hon efterträddes av Amanda Kerfstedt 1889–1890, tidningen hade ingen redaktör 1891, men en redaktionskommité under större delen av året, för att övertas av  Lotten (Charlotta) Dahlgren 1891–1907 och Ellen Kleman 1908–1913.
Tidningen kom de tre första åren ut som ett månadshäfte på ett till två ark, för att 1889–1897 bli utgiven åtta gånger/år som häfte i två ark och slutligen med 20 häften/år.
År 1914 ersattes Dagny av tidskriften Hertha med Ellen Kleman som redaktör.